# Классен, Леон
Лео́н Кла́ссен (нем. Leon Klassen; род. 29 мая 2000, Бад-Нойенар-Арвайлер, Рейнланд-Пфальц) — российский футболист, защитник немецкого клуба «Дармштадт 98».

## Биография
Родился 29 мая 2000 года в немецком городе Бад-Нойенар-Арвайлер. Родители футболиста перебрались из России в Германию поближе к родственникам через несколько лет после распада СССР. Фамилия Классен досталась ему от матери, которая родом из Сибири, выросла в селе Шумановка в Алтайском крае, но имела немецкие корни и работала на родине воспитательницей в детском саду и преподавала немецкий язык. Отец — Сергей Драньков, тренер по волейболу, в Германии тренировал только в первые годы, а потом устроился в автосервис. Когда Классен попал в академию «Кёльна», отец возил его на тренировки и турниры до или после работы по несколько часов в каждую сторону. У Классена есть брат, который старше его на шесть лет, он занимался карате, несколько раз выигрывал чемпионаты Германии, а один раз первенство Европы, позже он окончил учёбу в физкультурном институте и начал работать по специальности, связанной с реабилитацией спортсменов. Первым языком Классена был русский, однако на момент вызова в юношескую сборную России он с трудом говорил по-русски.

## Клубная карьера
С 6 до 10 лет занимался футболом в команде «Бад Бодендорф». На одном из турниров его заметил скаут клуба «Кобленц», где Классен провёл около двух лет, а затем перешёл в «Кёльн». В 2017 году подписал контракт с клубом «Мюнхен 1860», где и начал профессиональную карьеру. Первые два сезона в основном выступал за фарм-клуб «Мюнхен 1860 II» в Оберлиге, проведя 35 матчей и забив два мяча. Однако, в мае 2018 года дебютировал также и за основной состав команды, сыграв 12 мая полный матч в последнем туре Регионаллиги против «Байройта» (4:1), где в зоне «Бавария» «Мюнхен 1860» уже обеспечил себе победу. Первый мяч за клуб забил 30 августа 2019 года в матче 7-го тура Третьей Бундеслиги против «Кемницера» (1:0). В сезонах 2019/20 и 2020/21 Классен провёл за клуб 26 матчей и забил два мяча в Третьей Бундеслиге. Весной 2021 года перестал попадать в состав, в связи с чем покинул клуб в статусе свободного агента. Всего за «Мюнхен 1860» провёл 35 матчей во всех турнирах и забил три мяча.
27 мая 2021 года подписал контракт с клубом австрийской Бундеслиги «Тироль». Дебютировал за новый клуб 17 июля в матче первого раунда Кубка Австрии против клуба «Леобендорф» (3:0), в котором был заменён на 80-й минуте. 24 июля сыграл полный матч в 1-м туре чемпионате Австрии против «Адмиры Ваккер» (1:1), в котором отметился голевой передачей. Всего за «Тироль» провёл 20 матчей во всех турнирах.
30 декабря 2021 года перешёл в московский «Спартак», подписав контракт до 30 июня 2025 года. Дебютировал за клуб 20 апреля 2022 года в матче 1/4 финала Кубка России против московского ЦСКА (1:0), выйдя в стартовом составе. Первый матч в чемпионате России провёл 24 апреля 2022 года против «Ростова» (2:3). В сезоне 2021/22 провёл за «Спартак» три матча во всех турнирах и стал обладателем Кубка России. В сезоне 2022/23 провёл за клуб 18 мачей во всех турнирах и стал бронзовым призёром чемпионата России. Первый мяч за «Спартак» забил 8 августа 2023 года в матче 2-го тура группового этапа Кубка России в ворота «Пари НН» (5:4) на 9-й минуте встречи с передачи Хесуса Медины. В сезоне 2023/24 принял участие в 11 матчах во всех турнирах, в которых отметился двумя забитыми мячами и одной результативной передачей. 27 июня 2024 года Классен и «Спартак» расторгли контракт по взаимному соглашению сторон. Всего за клуб провёл 32 матча, в которых забил два мяча.
29 августа 2024 года на правах свободного агента перешёл в датский клуб «Люнгбю», подписав контракт на два года. Дебютировал за клуб 30 августа 2024 года в матче 7-го тура чемпионата Дании против «Вайле» (1:0), выйдя на 89-й минуте встречи. Единственный мяч за «Люнгбю» забил 13 сентября 2024 года в матче 8-го тура чемпионата Дании против «Ольборга» (1:2), отличившись на 71-й минуте встречи. Всего в сезоне 2024/25 провёл за клуб во всех турнирах 23 матча и забил один мяч.
21 июня 2025 года стал игроком немецкого клуба «Дармштадт 98» из Второй Бундеслиги. Дебютировал за клуб 2 августа 2025 года в матче 1-го тура Второй Бундеслиги против «Бохума» (4:1), выйдя на 76-й минуте.

## Карьера в сборной
В феврале 2017 года Классен впервые был вызван в сборную России до 17 лет на сборы в Испании, где сыграл в товарищеских матчах против ФК «Малага» и сборной Японии. В марте того же года принял участие в двух матчах элитного раунда квалификации чемпионата Европы 2017 против сборных Норвегии и Венгрии. В 2018 году в составе сборной до 19 лет принимал участие в Мемориале Гранаткина, где занял третье место.
28 сентября 2021 года был впервые вызван Михаилом Галактионовым в молодёжную сборную. 12 октября 2021 года дебютировал за молодёжную сборную в отборочном матче чемпионата Европы против сборной Литвы (3:0), выйдя на замену на 85-й минуте.

## Достижения
«Мюнхен 1860»
- Победитель Регионаллиги (зона «Бавария»): 2017/18[англ.]
- Обладатель Кубка Баварии[англ.]: 2019/20[нем.]

«Спартак» (Москва)
- Бронзовый призёр чемпионата России: 2022/23
- Обладатель Кубка России: 2021/22
- Финалист Суперкубка России: 2022

## Статистика
| Выступление      | Выступление       | Выступление      | Лига | Лига | Кубки | Кубки | Прочие | Прочие | Итого | Итого |
| Клуб             | Лига              | Сезон            | Игры | Голы | Игры  | Голы  | Игры   | Голы   | Игры  | Голы  |
| ---------------- | ----------------- | ---------------- | ---- | ---- | ----- | ----- | ------ | ------ | ----- | ----- |
| Мюнхен 1860      | Региональная лига | 2017/18          | 1    | 0    | —     | —     | —      | —      | 1     | 0     |
| Мюнхен 1860      | Третья лига       | 2018/19          | —    | —    | 2     | 0     | —      | —      | 2     | 0     |
| Мюнхен 1860      | Третья лига       | 2019/20          | 19   | 2    | 4     | 1     | —      | —      | 23    | 3     |
| Мюнхен 1860      | Третья лига       | 2020/21          | 7    | 0    | 2     | 0     | —      | —      | 9     | 0     |
| Мюнхен 1860      | Итого             | Итого            | 27   | 2    | 8     | 1     | —      | —      | 35    | 3     |
| Тироль (Ваттенс) | Бундеслига        | 2021/22          | 17   | 0    | 3     | 0     | —      | —      | 20    | 0     |
| Тироль (Ваттенс) | Итого             | Итого            | 17   | 0    | 3     | 0     | 20     | 0      |       |       |
| Спартак (Москва) | Премьер-лига      | 2021/22          | 2    | 0    | 1     | 0     | —      | —      | 3     | 0     |
| Спартак (Москва) | Премьер-лига      | 2022/23          | 11   | 0    | 7     | 0     | —      | —      | 18    | 0     |
| Спартак (Москва) | Премьер-лига      | 2023/24          | 5    | 0    | 6     | 2     | —      | —      | 11    | 2     |
| Спартак (Москва) | Итого             | Итого            | 18   | 0    | 14    | 2     | —      | —      | 32    | 2     |
| Люнгбю           | Суперлига         | 2024/25          | 13   | 1    | 1     | 0     | 9      | 0      | 23    | 1     |
| Люнгбю           | Итого             | Итого            | 13   | 1    | 1     | 0     | 9      | 0      | 23    | 1     |
| Всего за карьеру | Всего за карьеру  | Всего за карьеру | 75   | 3    | 26    | 3     | 9      | 0      | 110   | 6     |

1. ↑  Матчи плей-офф чемпионата Дании.